# Oristà (kommun)
Oristà är en kommun i Spanien.   Den ligger i provinsen Província de Barcelona och regionen Katalonien, i den östra delen av landet, 500 km öster om huvudstaden Madrid. Antalet invånare är 566. Arean är 69 kvadratkilometer. Oristà gränsar till Olost, Muntanyola, Sant Bartomeu del Grau, Santa Maria d'Oló, Sant Feliu Sasserra, Santa Maria de Merlès och Prats de Lluçanès. 
Terrängen i Oristà är kuperad österut, men västerut är den platt.